# Jacob Hopensztand
Jacob (Jacques) Hopensztand né le 31 mars 1934 dans le 18e arrondissement de Paris et mort le 5 août 1944 à Auschwitz, est un enfant juif de 10 ans, issu d'une famille d'origine polonaise, qui est arrêtée lors de la rafle du Vélodrome d'Hiver, du 16 et 17 juillet 1942. Son père est déporté par le convoi no 3, sa mère par le convoi no 11. Il fait deux séjours au camp de Drancy. Il aurait pu être sauvé mais finit par être déporté à Auschwitz par le convoi no 77, où il est assassiné à son arrivée.

## Biographie
Jacob Hopensztand est né le 31 mars 1934, au no 35 rue Doudeauville, dans le 18e arrondissement de Paris. Il est le fils unique de Abram Hopensztand, né à Varsovie, le 15 août 1896, maroquinier, et de  Szyfra Hopensztand (née Arbes) née le 20 mai 1906 à Varsovie.
Avant la guerre, la famille Hopensztand habite au no 19 rue des Rasselins dans le 20e arrondissement de Paris.

### Seconde Guerre mondiale
Durant la Seconde Guerre mondiale, la famille Hopensztand  habite au no 12 rue Gambey dans le 11e arrondissement de Paris,.
Le père, Abram Hopensztand (âgé de 46 ans), qui a essayé de s'enroler dans les troupes polonaises en France, est déporté par le convoi no 3, en date du 22 juin 1942, du camp de Drancy vers Auschwitz.

#### Rafle du Vélodrome d'Hiver
La mère et le fils Hopensztand sont pris dans la rafle du Vélodrome d'Hiver, du 16 et 17 juillet 1942. Szyfra Hopensztand (âgée de 36 ans), est déportée par le convoi no 11, en date du 27 juillet 1942, du camp de Drancy vers Auschwitz. 
Jacob Hopensztand est libéré le 13 février 1943, du camp de Drancy, à la suite d'une lettre de l'Union générale des israélites de France (UGIF), adressée au directeur de la préfecture de police pour libérer 7 enfants.  Atteint de la tuberculose, il est placé à Montgeron  (Essonne), après avoir été assigné au centre Lamarck de l'UGIF. Il arrive à la pension Zysman en fin 1943 et est l'un des deux enfants scolarisés, rue Léon Maurice. (L'autre est Paul Curtz, né le 7 aout 1935 à Paris 75019). À partir de ses dix ans, il a droit à quatre gateaux vitaminés au lieu de deux.
Le 23 juillet 1944, il est à nouveau interné au camp de Drancy, après son arrestation à la pension Zysman (au 57, rue Georges Clemenceau, La Varenne Saint-Hilaire-Saint-Maur-des-Fossés),. On n'a pas de photo de lui.

### Déportation à Auschwitz
Jacob Hopensztand est déporté par le convoi no 77, en date du 31 juillet 1944, du camp de Drancy vers Auschwitz. Il meurt à son arrivée à Auschwitz, le 5 août 1944. Il est âgé de 10 ans.